# Gorovje Nafusa
Gorovje Nafusa (arabsko جبال نفوسة) je gorovje v zahodni regiji Tripolitanija v severozahodni Libiji. Vključuje tudi območja okoli klifov, ki so nastali tam, kjer se severni konec Tripolitanske planote sreča s sredozemsko obalno nižino ali Džefaro.

## Zgodovina
Območje je bilo glavno naselitveno in kulturno središče Libujev, ki so se vedno znova širili proti zahodu.

### Imamat Ibadi
Po velikem berberskem uporu v 8. stoletju so se ibadijski misijonarji, ki so pobegnili iz Omajadskega kalifata, zatekli v gore Nafusa. Pridigarji so domorodce Nafusa spreobrnili in organizirali v bojno silo. Pod vodstvom imama Abu al-Khattaba al-Mafarija so se Nafusa spustili z gora in nadaljevali z osvajanjem celotnega razpadajočega Fihridskega emirata Ifrikija - zavzeli so Tripolis leta 757 in Kairouan leta 758. Toda abasidski arabski guverner Egipta je vdrl v Ifrikijo, premagal Nafuse v bitki pri Tavergi leta 761 (njegov tretji poskus – njegova prva dva napada sta bila odbita) in naredil konec njihovi domnevni novi državi. Vendar pa so same gore Nafusa ostale neosvojene. Skozi 9. stoletje, medtem ko so Aghlabidi vladali v Ifrikiji, so Ibadi ohranili neodvisno puritansko republiko v gorah Nafusa. Imamat Nafusa je bil v tesnem zavezništvu z drugim ostankom Ibadijev, dinastijo Rustamidov v Tiaretu, oba stalna trna na obeh straneh Aghlabidov, v medsebojni komunikaciji preko zadnjega visokogorja severne Afrike.
Leta 879 so Tulunidi iz Egipta vdrli v Aghlabid Ifrikijo in zavzeli Tripolis. Toda Nafusa je izzvala in uničila egiptovsko vojsko leta 880. Zmaga Nafusa je bila spet kratkotrajna. Leta 896–97 je aglabidski emir Ibrahim II. iz Ifriqije pridobil Tripolitanijo in premagal Nafuso v veliki bitki pri Manuju (južno od Gabèsa). Po tem, ko jih je navedel kot heretike, je Ibrahim II. usmrtil vse ujetnike Nafusa in končal njihov neodvisni imamat (Tahert je padel kmalu zatem, leta 911). Kljub uničenju njihovih držav je ibadi islam ostal močna (čeprav tajna) vera med Berberi v gorovju Nafusa še stoletja po tem, vse do današnjih dni. Dolgotrajna heterodoksija ljudstva Nafusa jih je pogosto postavila v nasprotje ali pod sum večinoma ortodoksnega sunitskega prebivalstva preostalega dela Libije.

### Libijska državljanska vojna
Ta posebna kultura, ki jo je zatiral tudi libijski režim, je postala bolj pomembna med libijsko državljansko vojno (2011), ko so njihove pobude privedle do tega, da je gorovje Nafusa postalo glavno prizorišče spopadov v tej vojni. Teren in topografija regije sta kritična strateška dejavnika, ki omejujeta mehanizirano napredovanje z ravnine in planote ter dajeta prednost gverilskim taktikam, ki temeljijo na natančnem lokalnem poznavanju in prednosti višine. Do konca junija 2011 se je ljudstvu Nafusi skoraj uspelo popolnoma osvoboditi nadzora režima.

## Geografija
Gorovje Nafusa tvori mejo med libijsko obalno nižino, znano kot Džafara, na severu in Tripolitansko planoto na jugu. Plasti Tripolitanske planote se spuščajo navzdol proti jugu in se nagibajo navzgor proti severu in ustvarjajo najvišji del planote kot gore Nafusa, ki se dvigajo na več kot 750 m. Planota se nenadoma konča na severu s klifi, ki imajo do 350 m topografsko poudarjenost. Vrsta globokih dolin, ki se izlivajo proti severu proti Džefari, je vrezana v te klife. Razteza se približno 250 km znotraj Libije, od vzhodno od mesta Gharjan (približno 60 km južno od Tripolisa) na vzhodu do mesta Vazin na tunizijski meji na zahodu. Ostrogi in izolirani vzponi se nadaljujejo v Tunizijo, vendar je ta regija skoraj nenaseljena, v izrazitem nasprotju s stanjem v Libiji.
Gorsko območje je le redko globoko več kot 25 km, od njegove južne meje, ravne sušne planote približno 650 m nad morsko gladino, do njegove severne meje na ravnini, kjer kopno pade pod 150 m. Večji del padca za 500 m se doseže nenadoma, na pobočju, kjer so lokalne topografske izbokline lahko do 350 m. Od spodaj, na ravnini, ob pogledu na strma pobočja in ostro vrezano obzorje je območje videti gorato; s planote je zemljišče videti le gričevnato, v resnici pa je razen učinkov diferencialne erozije precej ravno.
Mesta v gorah so Gharjan, Jafran, Zintan, Kotros, Džadu, Kabav, Al-Kavališ in Nalut, ki so bila med državljansko vojno leta 2011 prizorišča vojaških akcij. Od leta 2007 se gore raztezajo čez dve okrožji: okrožje Džabal al Gharbi in okrožje Nalut.

## Gospodarstvo
Gorske vasi gojijo predvsem koze, oljke in žito, imajo pa tudi nasade fig in marelic.

## Kulturni preporod
Ko so se mesta in vasi v gorah Nafusa in okoliških območjih v začetku poletja 2011 osvobodile nadzora sil, zvestih Moamerju Gadafiju, in medtem ko so se hudi boji nadaljevali, so se pojavile berberske razstave in delavnice, da bi delili in širili tamazitsko kulturo in jezik, po štirih desetletjih strogih kazni za odkrito govorjenje in pisanje tamazita.

## Znamenitosti
Poleg številnih slikovitih razgledov so na območju gorovja Nafusa dom skladiščnih gradov (ksar) Nalut, Kabav, Kasr Bou Neran in Kasr el-Hadž.